# 林登維爾 (紐約州)
林登維爾（英語：Lyndonville）是位於美國紐約州奧爾良縣的村。

## 人口
根據2020年美國人口普查的數據，林登維爾的面積為2.65平方千米，皆為陸地。當地共有人口771人，而人口密度為每平方千米291人。